# Бои за Сватово (2022)
Бои за Сватово — боевые действия за контроль над городом Сватово Луганской области Украины и его окрестностями в рамках боёв в Луганской области. Начались 3 октября 2022 года, через день после того, как ВСУ отбили стратегический город Лиман в Донецкой области. По состоянию на 20 октября 2024 года, город находится минимум в 15 километрах от линии фронта.

## Предыстория
6 марта 2022 года в ходе российского вторжения Сватово попало под оккупацию ВС РФ и Луганской Народной Республики. 21 сентября в России была объявлена мобилизация, в ходе которой часть новобранцев после двухдневного обучения была отправлена в Сватово, чтобы укомплектовать линию фронта.
По словам губернатора Луганской области Сергея Гайдая, чтобы противостоять наступлению украинских войск, российские войска заминировали все дороги, ведущие в Сватово и Кременную. 25 октября Гайдай указал, что российские войска заминировали весь берег реки Красной возле Сватова.

## Ход боёв
Октябрь 2022
2 октября, после взятия Украиной Лимана, ВСУ продвинулись к границе Харьковской и Луганской областей. 3 октября они отбили Боровую и Шиковку. Чуть южнее Украина отбила села Изюмское и Дружелюбовка на границе Харьковской и Луганской областей. ВСУ также якобы продвинулись в сторону Червонопоповки на трассе Сватово-Кременная, но к 5 октября были отброшены со своих позиций.
В период с 4 по 5 октября украинские силы отбили Богуславку и Боровскую Андреевку к северу от Боровой. На востоке ВСУ также захватили Грековку и Макеевку. 9 октября ВСУ отбили Кругляковку, фактически контролируя все населенные пункты вдоль реки Оскол в Харьковской области.
В период с 9 по 13 октября украинские войска немного продвинулись в Луганскую область, отбив такие населенные пункты, как Новолюбовка, Невское, Новоегоровка, Надия и Андреевка к юго-западу от Сватова. На севере ВСУ отбили Крахмальное, закрепив за собой участок границы Харьковской и Луганской областей.
К 24 октября украинские войска отбили Кармазиновку, Мясожаровку в Луганской области и Новосадовое в Донецкой области. 29 октября украинские силы установили огневой контроль над трассой Сватово-Кременная и контролировали большинство сел к западу от нее.
Ноябрь 2022
В ночь на 2 ноября, по утверждению украинских источников, в районе Макеевки был уничтожен целый российский батальон. По словам выжившего солдата ВС РФ, из 570 солдат в его части выжили 29, ранены 12, остальные убиты.
Сообщается, что 4 ноября Россия провела контратаки, но безуспешно.
18 ноября произошло убийство 11 российских военных в районе Макеевки, на видео 10 человек сдаются в плен, но появляется ещё один военнослужащий ВС РФ, который открывает огонь по украинцам, в результате чего все российские солдаты были убиты.
Февраль 2023
15 февраля, российские войска смогли прорвать две линии обороны в Луганской области. При этом, по заявлению ведомства, части ВСУ отступили на расстояние до 3 километров от занимавшихся ранее рубежей. В офисе президента Зеленского заявили об отражении нескольких атак российских частей, добавив, что ситуация в регионе продолжает оставаться сложной.